# Älgegravstjärnen
Älgegravstjärnen är en sjö i Dals-Eds kommun i Dalsland och ingår i Enningdalsälvens huvudavrinningsområde.